# NIH重排反应
NIH重排反应，或称NIH迁移（NIH shift）
芳环在羟基化或类似过程中，一个芳环氢原子发生的分子内迁移。也称1,2-负氢迁移。该现象一般通过同位素标记的方法观察到并进行研究。
上面的例子中一个芳环氢被氘原子（红）替换，底物中氘与甲基是处于对位的，最后产物中羟基与甲基处对位，而氘与甲基则处间位。
很多羟化酶的机理中包括NIH重排这一步骤，比如4-羟苯基丙酮酸双氧化酶和依赖四氢生物蝶呤的羟化酶类。反应物也可以是卤代芳烃，反应中发生卤素原子的1,2-迁移，使原来卤素取代的位置转化为酚羟基。
此反应最早是由美国国立卫生研究院（缩写NIH）的研究者发现的，反应也因此得名。